# Съюзна република Югославия
Съюзна република Югославия (съкратено СРЮ, на сръбски: Савезна република Југославија/Savezna Republika Jugoslavija) или остатъчна Югославия е бивша държава в Югоизточна Европа, създадена на 27 април 1992 г. от двете бивши югославски републики Сърбия и Черна гора. Държавата съществува до 4 февруари 2003 г., когато е наследена от Държавна общност на Сърбия и Черна гора.

## История
След кървавото разпадане на Социалистическа федеративна република Югославия в началото на 90-те години двете нейни бивши републики Сърбия и Черна гора сформират нова държава – Съюзна република Югославия. Първи президент на СРЮ е Добрица Чосич. Новата държава се смята за наследник на СФРЮ, но след дългогодишни спорове с останалите бивши югославски републики, чак през 2001 г. се подписва споразумение, според което наследници на бивша Югославия са всички нейни бивши републики. През 1993 г., почти веднага след образуването ѝ, Генералната асамблея на ООН налага пълно ембарго на Съюзна република Югославия, заради войната в Босна и Херцеговина. Страната претърпява най-голямата инфлация в света. Политиката на Слободан Милошевич води до международна изолация на страната и до радикализиране на косовските албанци. След международен натиск започват преговорите в Рамбуйе за връщане автономията на Косово. Преговоите са стопирани от твърдата позиция на Слободан Милошевич и етническото прочистване на косовските албанци от областта, в резултат на което на 24 март 1999 г. силите на НАТО започват бомбардировки на Съюзна република Югославия. По време на бомбардировките загиват от 1200 до 2500 цивилни и ранени около 5000 души. Щетите от бомбардировките се изчисляват на 30 млрд. долара. На 9 юни 1999 г. в македонския град Куманово e подписано споразумение за прекратяване на военните действия, а на 10 юни спират и бомбардировките. ООН гласува резолюция 1244 за Косово, според която областта преминава под управлението на Обединените нации.
На 24 септември 2000 г. в Съюзна република Югославия се провеждат избори, на които за президент на страната е избран кандидатът на коалиция Демократическа опозиция на Сърбия (ДОС) Воислав Кощуница. Режимът на Слободан Милошевич не признава изборните резултати. Това води до масови протести в столицата Белград от 5 октомври 2000 г., на които се събират над 100 хил. души. Протестите на опозицията и международният натиск принуждават Слободан Милошевич да признае изборните резултати и победата на Воислав Кощуница. На парламентарните избори в Сърбия побеждава ДОС и министър-председател става Зоран Джинджич.
На 4 февруари 2003 г. е прието Конституционно решение на Сърбия и Черна гора, с което се преустановява съществуването на Съюзна република Югославия и се създава Държавна общност Сърбия и Черна гора.

## Население
Населението на страната през 2002 година е 10 659 979 души.

## Икономика
През по-голямата част от съществуването си страната е под санкции и ембарго, които влияят зле на икономиката. Санкциите траят от май 1992 г. до ноември 1995 г. През 1993 г. страната изпада в тежка икономическа криза и огромна хиперинфлация от 313 000 000 %, а централната банка пуска в обращение банкноти, чийто номинал достигат 500 000 000 000 динара. На 24 януари 1994 г. е извършена най-голямата деноминация: от 10-13 милиона стари динара става 1 нов динар. През ноември 1995 г. санкциите са премахнати, а през октомври 1996 г. Съветът за сигурност на ООН чрез резолюция 1074 премахва официално санкциите.
През 1998 г. отново са въведени санкции този път от ЕС и САЩ заради войната в Косово. Санкциите са премахнати след падането на Милошевич от власт на 5 октомври 2000 г.